# 6742 Biandepei
6742 Biandepei è un asteroide della fascia principale. Scoperto nel 1994, presenta un'orbita caratterizzata da un semiasse maggiore pari a 2,3340217 UA e da un'eccentricità di 0,1721979, inclinata di 5,46388° rispetto all'eclittica.